# SN 2001kj
SN 2001kj – supernowa typu Ia odkryta 2 stycznia 2001 roku w galaktyce A092229+5754. W momencie odkrycia miała maksymalną jasność 18,10m.